# Пилотный эпизод
Пилотная серия или просто «пилот» — пробная серия телевизионного сериала или программы со сценарием, который снимается производственной студией, чтобы продать шоу телевизионной сети для дальнейшей трансляции. Пилот снимается, чтобы проверить коммерческий и критический потенциал проекта и практически всегда тестируется на фокус-группах. Если канал не заказывает пилот для трансляции, то большинство из них никогда не становятся доступными для просмотра зрителям. По статистике лишь четверть из всех снимаемых пилотов становятся в итоге сериалами.

## Пилот-сезон
В американском широковещательном телевидении пилотный сезон начинается летом, когда основные сети получают около 500 сценариев по типу «Презентация для лифта» для новых шоу. Осенью каналы начинают заказывать около 70 сценариев, прежде чем в январе происходит заказ пилотов. В большинстве случаев телесеть заказывает съёмки около 20 пилотов в январе — феврале. Большинство пилотов производятся в Лос-Анджелесе или Нью-Йорке, а сами съёмки обычно проходят в период между концом февраля — началом апреля.
В ходе пилотного сезона происходит длительный и конкурентный кастинг на роли. Так к примеру для пилота ситкома «Друзья» кастинг-директор Элли Каннер рассмотрела резюме более 1000 актёров, прежде чем отобрать 75 для прослушиваний. Сами прослушивания обычно проводятся несколько раз; с кастинг-директором, создателями шоу; руководством студии-производителя и каналом-заказчиком, чьё решение о найме актёра всегда на первом месте.
После съёмок и стадии пост-продакшна, пилот предстает на обзор руководству канала и студии, а также в некоторых случаях и фокус-группам. В случае заказа сериала его презентация проходит на майских апфронтах, в ходе которых канал объявляет место шоу в своём осеннем или межсезонном расписании. Также на апфронтах происходят авансовые презентации потенциальным рекламодателям и телесети продают большую часть рекламного времени в проектах. По статистике шансы на длительный успех имеют лишь одно-два шоу в год на канале, тогда как остальные оказываются закрытыми.